# Willughbeia beccariana
Willughbeia beccariana är en oleanderväxtart som beskrevs av Karl Moritz Schumann. Willughbeia beccariana ingår i släktet Willughbeia och familjen oleanderväxter. Inga underarter finns listade i Catalogue of Life.